# Єбес
Єбес (ісп. Yebes) — муніципалітет в Іспанії, у складі автономної спільноти Кастилія-Ла-Манча, у провінції Гвадалахара. Населення — 1157 осіб (2010).
Муніципалітет розташований на відстані близько 50 км на схід від Мадрида, 12 км на південний схід від Гвадалахари.
На території муніципалітету розташовані такі населені пункти: (дані про населення за 2010 рік)
- Санаторіо-де-Алькоете: 65 осіб
- Єбес: 366 осіб
- Вальделус: 726 осіб

## Демографія
Динаміка населення (INE ):